# Sabáudia
Sabáudia es un municipio brasilero del estado del Paraná. Su población estimada en 2006 era de 5.502 habitantes. Su área territorial es de 190 km². Su morador más ilustre es Adilino de Abreu Svarza, personaje importante de muchas historias brasileras.